# Gold – Im Rausch der Gier
Gold – Im Rausch der Gier ist ein australischer Thriller aus dem Jahr 2022. Regie führte Anthony Hayes, der zugleich Co-Autor des Drehbuchs ist und neben Zac Efron und Susie Porter eine der Hauptrollen spielte. Seine Weltpremiere hatte der dystopische Film am 13. Januar 2022, in Deutschland war er in synchronisierter Fassung erstmals am 21. April 2022 zu sehen.

## Handlung
Irgendwo in nicht allzu ferner Zukunft: Der Wanderarbeiter Virgil trifft nach einer Fahrt im Güterzug an einem unwirtlichen Außenposten inmitten einer Wüstenlandschaft ein. Er hat mit dem dort ansässigen Keith gegen Bezahlung vereinbart, dass dieser ihn mit einem klapprigen Pick-up durch die Wüste zu einem Bestimmungsort für eine neue Arbeit bringt, der schlicht als „das Gebiet“ (im Original „the Compound“) bezeichnet wird. Bei einem Zwischenhalt stößt Virgil auf einen in der Sonne schimmernden Stein, der aus dem Wüstenboden ragt und sich schließlich als größtes Goldnugget der Welt entpuppt. Die Männer scheitern, den gewaltigen Klumpen mit vorhandenen Mitteln fortzuschaffen. Beide treffen eine Übereinkunft, in der Virgil mit einigen Vorräten und Wasser vor Ort verbleibt, während Keith sich mit dem Pick-up auf den Weg begibt mit der Ankündigung, in wenigen Tagen mit einem Bagger zurückzukehren. Um den Kontakt aufrechtzuerhalten, hinterlässt Keith Virgil ein Satellitentelefon.
In der Folgezeit errichtet der zurückgelassene Virgil einen Unterstand aus Wrackteilen eines in der näheren Umgebung abgestürzten Flugzeugs, auf das er bei der Suche nach Feuerholz stößt. Beim Versuch, eine Schlange zu töten, verschüttet er versehentlich einen Teil seiner knappen Wasservorräte. Sein Feuerholz verbraucht er vorwiegend dafür, verwilderte Hunde in der Nacht von seinem Lagerplatz zu vertreiben. Seine Lage wird durch diese Umstände und schweren Sonnenbrand, der sein Äußeres zunehmend bizarr verändert, bedrohlich. Über das Telefon erfährt er von Keith, dass sich dessen Rückkehr verzögert. Bei einem weiteren Besuch des Flugzeugwracks trifft er auf eine durch die Wüste ziehende Frau, die ihn über den Grund seines Aufenthalts befragt und angesichts der ausweichenden Antworten unlautere Absichten vermutet. Als sie sich zu Virgils Lagerplatz begibt und kurz vor der Entdeckung des Goldklumpens steht, tötet Virgil sie mit einer Schaufel. Die Hunde stöbern die in einer flachen Grube verscharrte Leiche auf, so dass Virgil sie weit abseits des Lagers verbrennt.
An einem weiteren Tag zerstört ein Sandsturm das Lager und vernichtet die restlichen Vorräte. Virgil wird dabei von einem umherfliegenden Ast durchbohrt. Ihm gelingt zwar eine Notversorgung, doch die Folgen der Verletzung, fehlendes Wasser und die Sonneneinstrahlung zehren an ihm. Er wacht nach einer Phase, in der ihn Wahnvorstellungen ereilen, aus einer Bewusstlosigkeit auf und blickt in das verhüllte Gesicht einer weiteren Frau. Diese richtet eine geladene Armbrust auf ihn, lässt dann jedoch ab und bietet ihm Wasser und Nahrung an. Als die Frau ihren Gesichtsschleier entfernt, erschrickt Virgil vor der Ähnlichkeit, die diese mit der von ihm Getöteten hat. Sie fragt ihn nach ihrer verschwundenen Schwester. Virgil geht auf die Frage der Frau nach ihrer Schwester nicht ein, lehnt die angebotene Hilfe schroff ab und fordert sie nachdrücklich auf, sich zu entfernen, woraufhin die Frau in einem unbeobachteten Moment verschwindet.
In einem letzten Telefonat mit Keith teilt dieser ihm mit, sich in unmittelbarer Nähe zu befinden, und spornt ihn an, durchzuhalten. In Wahrheit beobachtet Keith auf einem Hügel sitzend mit einem Fernglas und kaltblütigem Kalkül, wie Virgil die Attacken der verwilderten Hunde schließlich nicht mehr abwehren kann und von ihnen zerfleischt wird. Nachdem Keith im Pick-up mit einem Bagger im Schlepptau Virgils Leichnam aus der Nähe mit Genugtuung in Augenschein genommen hat, wird er nach dem Aussteigen von einem Pfeil in die Brust getroffen und stirbt.

## Synchronisation
Die englischsprachige Originalfassung wurde von der Münchener Rescue Film GmbH unter der Regie von Stefan Schulze in folgender Besetzung synchronisiert:
| Rolle                        | Darsteller    | Synchronsprecher |
| ---------------------------- | ------------- | ---------------- |
| Virgil (Mann #1)             | Zac Efron     | Daniel Schlauch  |
| Keith (Mann #2)              | Anthony Hayes | Thomas Wenke     |
| Fremde/Schwester der Fremden | Susie Porter  | Ditte Schupp     |
| Wärter im Außenposten        | Andreas Sobik | Stefan Lehnen    |
| Mutter im Zug                | Akuol Ngot    | –                |

## Hintergründe
Der Film ist die zweite Regiearbeit von Anthony Hayes nach dem Drama Ten Empty aus dem Jahr 2008. Das Drehbuch schrieb er gemeinsam mit seiner Ehefrau Polly Smyth. Die Dreharbeiten begannen im November 2020. Gedreht wurde im Outback von South Australia, in der Flinderskette und in der benachbarten Ortschaft Leigh Creek. Für die Szene, in der die von Zac Efron gespielte Figur in einen Sandsturm gerät, wurden Ventilatoren und Sand am Drehort bereitgehalten. Nachdem jedoch dort ein echter Sandsturm aufgekommen war, wurde kurzerhand unter realen Bedingungen gedreht. Dabei brach sich Efron einen Handknochen, hielt diese Verletzung jedoch vor der Filmcrew in der Befürchtung geheim, die Dreharbeiten könnten deshalb abgebrochen werden.

## Kritiken
„Gold ist eine minimalistische Inszenierung, was die Geschichte und das Setting angeht, mit einer interessanten kontextuellen Mehrdeutigkeit: Wir wissen, dass es eine größere Welt jenseits des Rahmens gibt, obwohl wir nicht wissen, wie sie aussieht. Die Kargheit ist faszinierend, aber dieser Film ist so verdammt spärlich. Da über einen so langen Zeitraum so wenig passiert, wird die Erfahrung erschreckend dürftig. Ich bewunderte das Handwerk von Gold, ging aber mit einem kalten Gefühl hinaus – anders als natürlich Efron, der wie ein überreifes Stück Obst gekocht wird, das in eine Verbrennungsanlage geworfen wird.“

„Welche Belohnung wir aus all dem ziehen, ist fraglich, denn der Film taumelt blutend zu einem düsteren psychologischen Schluss, der lange bevor der Abspann ihn mit der Melodie von Nick Caves beißendem „People Ain’t No Good“ unterstreicht, verkündet wird. Efrons Bemühungen werden unterdessen hoffentlich mit einer umfassenderen und lebendigeren Präsentation seiner heranreifenden Talente beantwortet.“

Der US-amerikanische Kritik-Aggregator Rotten Tomatoes erfasste 65 % wohlwollende Kritiken in der Fachpresse. In der Internet Movie Database wurde der Film mit 5,4 von 10 Sternen bewertet.

## Einspielergebnisse
Den Produktionskosten in Höhe von rund 6,5 Mio. US-Dollar standen weltweite Bruttoerträge an den Kinokassen von lediglich rund 176.000 US-Dollar gegenüber. Davon entfielen allein etwa 100.000 US-Dollar aus Vorführungen in den Vereinigten Staaten und Kanada. Der Hintergrund dafür ist, dass der Schwerpunkt der Vermarktung bei Streamingdiensten lag. Am 26. Januar 2023, also rund zwei Wochen nach der Weltpremiere, war der Film zuerst beim australischen Anbieter Stan abrufbar, der zugleich an der Produktion beteiligt war. Erst ab dem 11. März 2022 lief er in einer begrenzten Zahl von Lichtspielhäusern an.

## Auszeichnungen
- 2022[9]
  - Saturn Award in der Kategorie Bester Independentfilm (nominiert)
  - FCCA Award in der Kategorie Bester Nebendarsteller für Anthony Hayes (nominiert)
  - Camerimage in den Kategorien Beste Regie für Anthony Hayes (nominiert) und Beste Kamera für Ross Giardina (nominiert)
  - AACTA Award in der Kategorie Beste Frisuren und bestes Make-up (nominiert)
  - ASSG Award in der Kategorie Best Film Sound Editing (nominiert)

## Medien
- Gold – Im Rausch der Gier, DVD & Blu-ray, Leonine, 29. April 2022